# Agapetes bhareliana
Agapetes bhareliana är en ljungväxtart som först beskrevs av Airy Shaw, och fick sitt nu gällande namn av D.Banik och Sanjappa. Agapetes bhareliana ingår i släktet Agapetes och familjen ljungväxter. Inga underarter finns listade i Catalogue of Life.